# James Lind (Mediziner, 1736)
James Lind (* 17. Mai 1736 in Gorgie, Midlothian, Schottland; † 17. Oktober 1812 in London) war ein schottischer Mediziner.

## Biografie
Ab 1752 studierte Lind an der Universität Edinburgh bei William Cullen und Joseph Black Medizin und erlangte 1768 seinen MD. Zwischen 1761 und 1779 reiste er als Schiffschirurg mit der East India Company und besuchte Afrika, Indien und China. 1772 begleitete er als Astronom Sir Joseph Banks’ Expedition nach Island. Mit dabei waren Uno von Troil, John Gore und Daniel Solander.
1775 entwickelte Lind sein manometrisches Anemometer als Weiterentwicklung der Pitot'schen Röhre von 1721. 1777 wurde er Mitglied der Royal Society und 1783 der Royal Society of Edinburgh. Als aufgeklärter Universalgelehrter interessierte er sich für Anthropologie, Astronomie, Botanik, Chemie, Kryptographie, Maschinenbau, Geologie, Meteorologie und Physik und forschte auf diesen Gebieten. Zu seinen Freunden und Korrespondenten zählten James Watt, William Herschel, Adam Smith, Adam Ferguson und Benjamin Franklin.
1782 setzte er sich bei Windsor zur Ruhe. 1791 entwickelte er mit Tiberius Cavallo ein Verfahren, lebensgroße Silhouetten aufzunehmen.
Verheiratet war er mit Anne Elizabeth Mealy (1755–1803). Ihr Sohn, Alexander Francis Lind (* 1797 in Windsor; † 1832 in Bengalen, Indien) beschrieb später das Arbeitszimmer des Vaters als vollgestopft mit Teleskopen, Galvanischen Batterien und anderen elektrischen Maschinen.
Lind wurde wissenschaftlicher Berater von ausgewählten Schülern des Eton College, wie 1805 bis 1811 von Percy Bysshe Shelley, dessen späterer Gattin er möglicherweise als Vorlage für Dr. Frankenstein diente.

## Werke
- A treatise on the putrid and remitting marsh fever which raged at Bengal in the year 1762; (ed. Elliot, 1776) and Sims (1773)
- A description of rifled ordnance; fitted with sectors, telescopes, &c. In which is contained, An account of the nature and properties of rifles in general; London, 1776
- Sketch for a medical education; Windsor, 1800